# النهج الديمقراطي

## تاريخ
كان النهج الديمقراطي، جنبا إلى جماعة العدل والإحسان، والحركة الامازيغية أهم مكونات حركة 20 فبراير خلال احتجاجات المغرب في الربيع العربي.
في يوليو 2012 انتخب حزب النهج الديمقراطي مصطفى البراهمة كاتبا وطنيا جديدا للحزب خلفا لعبد الله الحريف، مشكلا نهاية سيطرة التيار الراديكالي على الحزب، يعتبر البراهمة أكثر اعتدالا بل ويذهب في اتجاه الدفع بخيار “الملكية البرلمانية ” والتقارب مع بقية أحزاب اليسار كالاشتراكي الموحد والطليعة.

## وصلات خارجية
- موقع النهج الديمقراطي